# Мамедов, Минур Иса оглы
 Мамедов, Минур Иса оглы (12.03.1924 — 01.08.2012) — командир отделения 2-й пулемётной роты 1144-го стрелкового полка (340-я Сумско-Киевская Краснознаменная стрелковая дивизия, 67-й стрелковый корпус, 38-я армия, 4-й Украинский фронт), старший сержант, участник Великой Отечественной войны, кавалер ордена Славы трёх степеней.

## Биография
Родился 12 марта 1924 года в селе Мохе (ныне Адигенского муниципалитета края Самцхе-Джавахети, Грузия) в крестьянской семье. Турок-месхетинец. Образование начальное. Работал в колхозе бригадиром полеводческой бригады.
В Красной армии с 9 сентября 1942 года. С января 1943 года - в действующей армии. Первый бой принял под городом Моздок (ныне республика Северная Осетия-Алания), предположительно в составе 62-й отдельной морской стрелковой бригады полковника Кудинова. Воевал на Северо-Кавказском, Воронежском (с 20 октября 1943 года - 1-й Украинский) и 4-м Украинском фронтах. В боях трижды ранен.
10 марта 1944 года в оборонительном бою в районе села Черепашинцы (ныне Калиновский район Винницкой области) рядовой М. И. Мамедов вёл огонь по атакующему противнику из пулемёта, установленного в деревоземляном сооружении. Когда огнём противника пулемёт был повреждён, продолжил вести огонь из винтовки, уничтожив двух немцев. Только будучи раненным, под натиском врага отошёл, забрал повреждённый пулемёт и сдал его в ремонт.
Приказом командира 305-й стрелковой Белгородской дивизии полковника Васильева награждён орденом Красной Звезды.
В ходе Восточно-Карпатской наступательной операции младший сержант М. И. Мамедов 3 октября 1944 года поддерживал наступление стрелковых подразделений в районе села Шляхецьке (Польша). Заняв удобную позицию на господствующей высоте, точным пулемётным огнём отбил контратаку немцев, уничтожив до 20 солдат противника.
Приказом командира дивизии награждён вторым орденом Красной Звезды.
26 октября 1944 года в наступательном бою расчёт М. И. Мамедова поддерживал пулемётным огнём боевые действия стрелков. При штурме высоты 536,0 в районе города Ясло (ныне Подкарпатское воеводство, Польша) воины смело продвигались вперёд, уничтожая огневые точки и живую силу противника. Расчёт уничтожил 3 пулемётных точки и 16 солдат врага.
Приказом командира 340-й стрелковой дивизии от 12 ноября 1944 года сержант Мамедов Минур Иса оглы награждён орденом Славы 3-й степени.
В ходе Западно-Карпатской операции 340-я стрелковая дивизия вела тяжёлые бои на краковском направлении. 21 января 1945 года расчёт М. И. Мамедова в районе города Мысленице (ныне Малопольское воеводство, Польша) обеспечил наступление стрелкового батальона, подавив огонь трёх ручных и одного станкового пулемёта, уничтожив 13 солдат противника. Станковый пулемёт с двумя немецкими пулемётчиками был захвачен в плен нашими воинами. Продолжая наступление на село Комаровицы, расчёт пулемёта подавил две огневые точки и уничтожил 9 вражеских солдат.
Приказом командующего 38-й армией от 8 марта 1945 года сержант Мамедов Минур Иса оглы награждён орденом Славы 2-й степени.
В период с 3 по 12 февраля 1945 года на подступах к городу Бельско-Бяла (ныне Силезское воеводство, Польша) отделение М. И. Мамедова отразило многочисленные контратаки противника, уничтожив значительное количество живой силы противника и обеспечила выполнение боевой задачи батальона.
Указом Президиума Верховного Совета СССР от 15 мая 1946 года за образцовое выполнение боевых заданий командования в боях с немецко-фашистскими захватчиками на завершающем этапе Великой Отечественной войны старший сержант Мамедов Минур Иса оглы награждён орденом Славы 1-й степени. Эта награда нашла его только через сорок лет после окончания ВОВ. 
Принял участие в Параде Победы 24 июня 1945 года.
В мае 1947 года демобилизован. Уехал к родным туркам-месхетинцам, депортированным к тому времени из Грузии в Узбекистан. Работал товароведом на хлопковом заготовительном пункте в Букинском районе Ташкентской области. С 1958 года проживал в Кубинском районе Азербайджанской ССР, где работал столяром. 
В 1980 году переехал в город Нарткала Кабардино-Балкарской АССР РСФСР (ныне Кабардино-Балкарской Республики). Работал бригадиром строительной бригады в передвижной механизированной колонне министерства сельского хозяйства республики.
Скончался от фронтовых ран 1 августа 2012 года. Похоронен в городе Нарткала.

## Награды
- Орден Отечественной войны I степени (21.02.1987)[6]
- Орден Красной Звезды  (10.04.1944) [7][2]
- Орден Красной Звезды (24.3.1944) [8][2]
- Орден Славы 1-й степени (15.5.1946) [9][2]
- Орден Славы 2-й степени (08.03.1945)[10][2]
- Орден Славы 3-й степени (12.11.1944)[11][2]
- Медаль «За оборону Кавказа»
- Медаль «В ознаменование 100-летия со дня рождения Владимира Ильича Ленина» (6 апреля 1970)
- Медаль «За победу над Германией в Великой Отечественной войне 1941—1945 гг.» (9 мая 1945[12])
- Юбилейная медаль «Двадцать лет Победы в Великой Отечественной войне 1941—1945 гг.» (7 мая 1965[13])
- Юбилейная медаль «Тридцать лет Победы в Великой Отечественной войне 1941—1945 гг.»[14]
- Медаль «Сорок лет Победы в Великой Отечественной войне 1941-1945 гг.»[15]
- Юбилейная медаль «50 лет Победы в Великой Отечественной войне 1941—1945 гг.»[16]
- Медаль «Ветеран труда»
- Медаль «30 лет Советской Армии и Флота».[17]
- Юбилейная медаль «40 лет Вооружённых Сил СССР»[18]
- Юбилейная медаль «50 лет Вооружённых Сил СССР» (26 декабря 1967[19])
- Юбилейная медаль «60 лет Вооружённых Сил СССР» (28 января 1978[20])
- Знак «25 лет победы в Великой Отечественной войне» (1970)
- ряд медалей

## Память
- Имя Героя высечено золотыми буквами в зале Славы Центрального музея Великой Отечественной войны в Парке Победы города Москвы.

- На могиле героя установлен надгробный памятник.